# Werner von Blomberg
Werner Eduard Fritz von Blomberg (Stargard in Pommern, 2 september 1878 – Neurenberg, 14 maart 1946) was een Duits generaal-veldmaarschalk tijdens het regime van Hitler.

## Levensloop

### Opkomst
Von Blomberg werd geboren als zoon van Emil von Blomberg en Emma Tschepe. Hij was afkomstig uit een oorspronkelijk Pruisisch adellijk geslacht. Hij ging naar de Duitse militaire academie in 1904. Hij studeerde af in 1907 en een jaar later (in 1908) werd hij al toegevoegd aan de generale staf. In de Eerste Wereldoorlog werd hij onderscheiden met de Pour le Mérite. In 1920 werd hij stafchef van de Doebritzbrigade en in 1921 werd hij stafchef van het militaire district Stuttgart. In 1925 was hij de verantwoordelijke voor de training van nieuwe soldaten. Vanaf 1927 was hij een belangrijk figuur in het Truppenamt. Toen hij echter een discussie kreeg met de machtige generaal Kurt von Schleicher in 1929, werd hij weggepromoveerd tot Opperbevelhebber van Oost-Pruisen.

### Hoogtepunt
Toen Hitler aan de macht kwam, in 1933, werd Von Blomberg benoemd tot minister van defensie. Vanaf dat moment werd hij een van Hitlers trouwste volgelingen, wat hem de bijnaam "Rubberen Leeuw" opleverde. Als minister werkte Von Blomberg hard om zowel de kracht als de grootte van het Duitse leger, dat werd gelimiteerd door het Verdrag van Versailles, uit te breiden. In 1934 moedigde Von Blomberg Hitler aan om de SA uit te schakelen. Hij geloofde immers dat de SA zowel voor Hitler als voor het leger een grote bedreiging vormde. Hij nam deel aan de Nacht van de Lange Messen. Toen een paar weken later Rijkspresident Von Hindenburg stierf, liet Von Blomberg in allerijl de Duitse soldaten een eed van trouw zweren aan Hitler, die daarmee buiten de grondwet om tot staatshoofd (Führer) werd geproclameerd.
In 1935 veranderde het ministerie van Defensie in het ministerie van Oorlog en werd hij behalve minister ook opperbevelhebber van het leger. In 1936 kreeg hij de rang van veldmaarschalk, als eerste na de capitulatie van 1918.

### Blomberg-Fritschaffaire
Omdat hij een van de meest invloedrijke mensen in het leger was, beraamden Hermann Göring en Heinrich Himmler, beiden beducht hun macht te verliezen, een complot om Von Blomberg onschadelijk te maken. De gelegenheid deed zich voor in 1938, toen Von Blomberg in het huwelijk ging treden met een 34 jaar jongere typiste, genaamd Erna Gruhn (ook wel "Eva" of "Margareta"). Een politieagent ontdekte voor het sluiten van het huwelijk dat Gruhn ooit naakt geposeerd had. Hij rapporteerde dat onmiddellijk aan de Gestapo en aan Hermann Göring. Göring informeerde Hitler, alhoewel beide mannen als getuige optraden op het huwelijk. Hitler beval Von Blomberg het huwelijk te annuleren, wat deze weigerde. In januari 1938 nam hij ontslag, nadat Göring dreigde om het verleden van Gruhn openbaar te maken. Hitler kwam dit niet slecht uit; een paar maanden eerder had Von Blomberg zich al kritisch uitgelaten over de naar zijn zin te vroeg geplande aanvalsplannen van Hitler, tijdens de conferentie van Hossbach.
Zowel Von Blomberg als zijn vrouw werden een jaar verbannen naar het Italiaanse eiland Capri. De rest van de Tweede Wereldoorlog speelde hij geen belangrijke rol meer. In 1945 werd hij gevangengenomen door de geallieerden, waarna hij getuige was op de Processen van Neurenberg. In 1946 overleed hij in gevangenschap.

## Militaire loopbaan
- Leutnant: 13 maart 1897[4]
- Oberleutnant: 18 mei 1907[4]
- Hauptmann: 20 maart 1911[4]
- Major: 22 maart 1916[4]
- Oberstleutnant: 18 december 1920[4]
- Oberst: 1 april 1925[4]
- Generalmajor: 1 april 1928[4]
- Generalleutnant: 1 oktober 1929[4]
- Charakter General der Artillerie: 30 januari 1933[4]
- Generaloberst: 31 augustus 1933[4]
- Generalfeldmarschall: 20 april 1936[4]

## Decoraties
- IJzeren Kruis 1914, 1e Klasse[4][5] (30 oktober 1916) en 2e Klasse[4][5] (18 september 1914)
- Onderscheiding voor Trouwe Dienst (Pruisen)[4][5]
- Ridderkruis in de Huisorde van Hohenzollern[5] met Zwaarden op 7 oktober 1916[4]
- Erekruis der Derde Klasse in de Huisorde van Hohenzollern met Zwaarden en Kroon
- Dienstonderscheiding van Leger en Marine (voor 25 dienstjaren)[5]
- Kroonorde (Pruisen), 4e Klasse[4][5] met Zwaarden en Kroon op 13 september 1911
- Pour le Mérite[5] op 3 juni 1918 als Major en Ia in Generale staf van het 7e Leger[4][6]
- Algemeen Ereteken (Hessen-Darmstadt)[4]
- Ridder der Eerste Klasse in de Albrechts-Orden met Zwaarden[4][5]
- Kruis voor Militaire Verdienste (Brunswijk), 1e Klasse[4] en 2e Klasse[4]
- Friedrich August-Kruis, 1e Klasse[5] en 2e Klasse[5]
- Hanseatenkruis Bremen[4]
- Ereteken voor Verdienste in Oorlogstijd[4][5]
- Kruis voor Oorlogsverdienste (Lippe)[4], 1e Klasse[5]
- Gewondeninsigne 1918 in zwart[4][5]
- Gouden Ereteken van de NSDAP op 30 januari 1937[5]
- Kruis voor Trouwe Dienst (Schaumburg Lippe) in 1914[4]
- Gezamenlijke Piloot-Observatiebadge in Goud met Diamanten voor mannen[5]
- Erekruis voor Frontstrijders in de Wereldoorlog[4][5]